# Wolseley 12/16
La 12/16 è un'autovettura di medie dimensioni prodotta dalla Wolseley dal 1910 al 1912.
Il modello aveva installato un motore in linea a quattro cilindri e valvole laterali da 2.226 cm³ di cilindrata, che erogava una potenza di 16 CV. Il telaio pesava 762 kg.
Erano offerti due tipi di carrozzeria, torpedo quattro posti e berlina quattro porte.
Nel 1912 la cilindrata del motore crebbe fino a 2.373 cm³. La potenza sviluppata rimase però la medesima. Nello stesso anno, la 12/16 venne tolta di produzione senza essere sostituita da nessun modello.